# Atlantidrilus styloatriatus
Atlantidrilus styloatriatus är en ringmaskart som först beskrevs av Erséus 1979.  Atlantidrilus styloatriatus ingår i släktet Atlantidrilus och familjen glattmaskar. Inga underarter finns listade i Catalogue of Life.